# نساء صغيرات

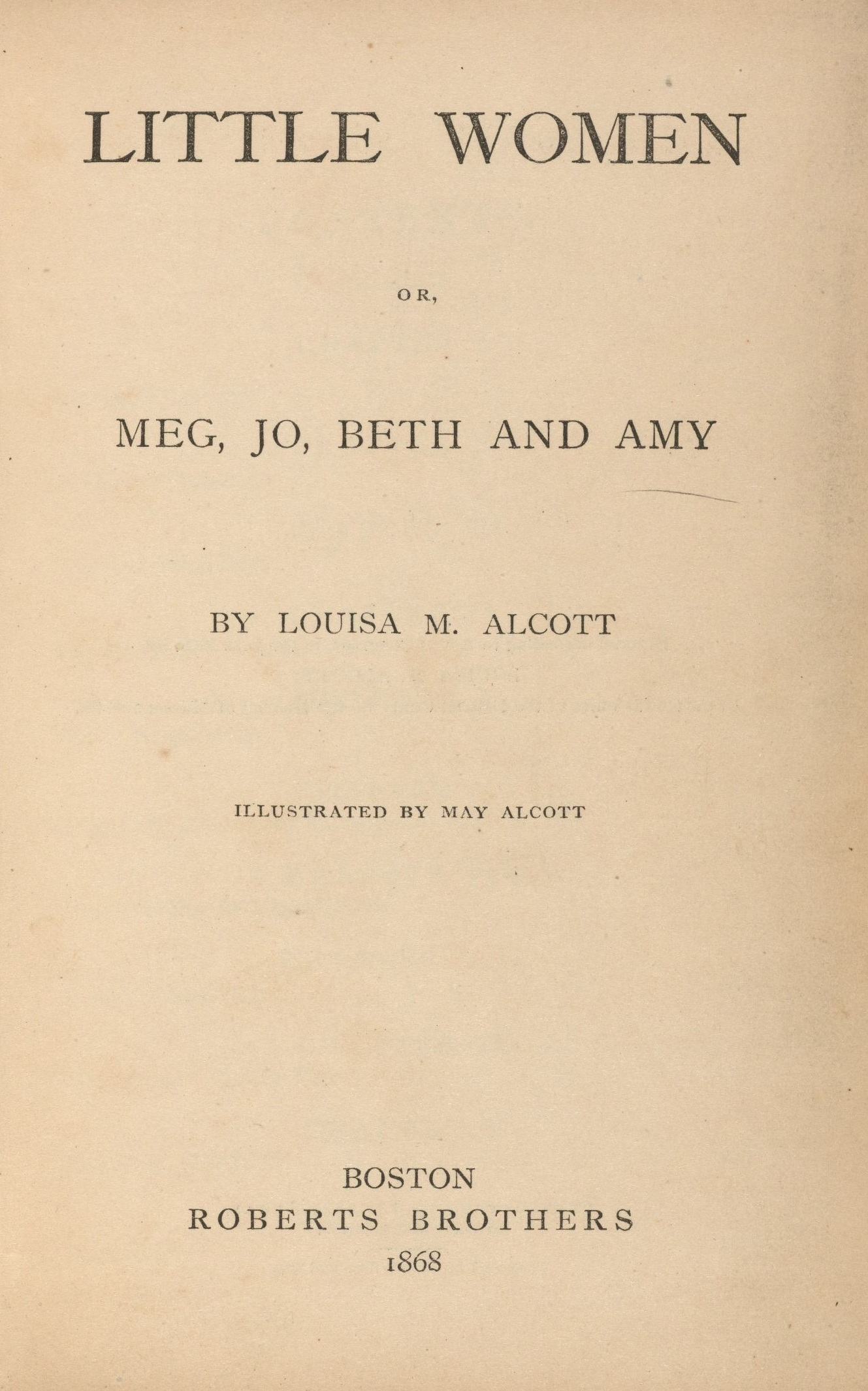
صفحة العنوان من الجزء الأول من كتاب "نساء صغيرات", 1868

نساء صغيرات أو (ميغ، جو، بيث وآيمي) رواية للمؤلفة الأمريكية لويزا ماي ألكوت (1832-1888). كتبت ألكوت المجموعة في منزل الأسرة (دار البستان) في كونكورد، ماساتشوستس، ونُشرت في جزأين عام 1868 وعام 1869. تتابع القصة حياة أربع شقيقات ميج جو بيث آمي ومارش، وهي مقتبسة عن تجارب طفولة الكاتبة مع شقيقاتها الثلاث. صادف الجزء الأول من الكتاب نجاحاً تجارياً ونقدياً حاسماً، مما دعى ألكوت إلى كتابة الجزء الثاني والذي لاقى أيضاً نجاحاً كبيراً. نُشر كلا الجزأين للمرة الأولى في مجلد واحد في عام 1880. وأتبعت ألكوت نساء صغيرات باثنين من الأخوات مارش، رجال صغار (1871) أبناء جو (1886). تم عمل نساء صغيرات كأعمال موسيقية واوبرا وسينما، وفيلم رسوم متحركة.

## التاريخ، والنشر والتكملات
كتبت لويزا ماي ألكوت نساء صغيرات خلال عام 1867 وأوائل عام 1868. بقيت تكتب ودون توقف لمدة شهرين ونصف. ولفتت الانتباه بشدة إلى تشابه حياتها مع شقيقاتها الثلاث في بوسطن، ماساشوستس، مع أحداث الرواية في كونكورد، ماساتشوستس. الرواية نشرت لأول مرة في 30 سبتمبر 1868، ولاقت النجاح بين عشية وضحاها فقد تم بيع أكثر من 2000 نسخة والاستقبال كان حاسما وإيجابياً للغاية؛ وسرعان ما دعى النقاد الرواية الجديدة بالرواية الكلاسيكية. القراء نادوا بضرورة إصدار جزء ثاني تتزوج فيه البطلة جو من صديق طفولتها لوري. وقد تلقت ألكوت رسائل كثيرة، وحتى زواراً في بلدها كونكورد طلبا للتكملة.
و في استجابة لهذا الطلب، كتبت ألكوت الجزء الثاني بعنوان زوجات جيدات، والتي نشرت في عام 1869. تدور أحداث القصة بعد ثلاث سنوات من الأحداث التي وقعت في الفصل الأخير من الجزء الأول («العمة مارش تحل مسألة»). كلا الجزأين في نهاية المطاف يدعى نساء صغيرات أو ميغ، جو، بيث وايمي. بينما قاومت ألكوت الطلب الشعبي لرؤية زواج جو ووري، كتبت الزواج لشقيقات مارش الثلاث. وفي عام 1880، تم الجمع بين الجزئين في مجلد واحد، وصدرت على هذا النحو في الولايات المتحدة منذ ذلك الحين. أتبعت ألكوت نساء صغيرات على فترات مع اثنين من الروايات التي تكرر الأخوات مارش، رجال صغار  (1871) وأولاد جو (1886) التي تلت حياة أطفال الفتيات وقد تم إصدار مسلسل رسوم متحركة مقتبس منه ويدعى نوار.

## الشخصيات

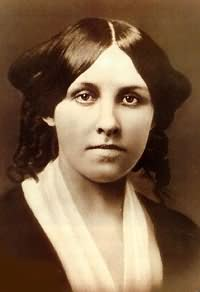
ألكوت في سن العشرين

- مارغريت «ميغ» مارش: في السادسة عشرة، وهي الشقيقة الأكبر سناً. جميلة جداً، وإلى حد ما من الطراز القديم. فهي الأكثر مسؤولية وتساعد في القيام بالأمور المنزلية أثناء غياب والدتهن. ميج أيضا تحرس ايمي من غضب جو عندما يتشاجرن، تماماً كما تحمي جو بيث. نظراً لفقر الأسرة يتعين عليها أن تعمل بمثابة المربية لأسرة ثرية في المدينة. تقع في حب السيد جون بروك معلم لوري، وفي نهاية المطاف تتزوج منه وينجبان التوأم، مارغريت «الزهرة»، وجون لورانس «ديمي» (وهو اختصار لديمي جون). وهناك طفلة ثالثة، جوزفين (تسمى «جوسي»)، تولد في الجزء الثاني رجال صغار ويكون هؤلاء الأطفال الثلاثة هم الشخصيات الرئيسية في رواية أولاد جو.
- جوزفين «جو» مارش: بطلة الرواية والمشابهة في شخصيتها للويزا ماي ألكوت نفسها، لها شخصية مسترجلة وهي في الخامسة عشرة من عمرها. صريحة جدا ولديها شغف بالكتابة، كما لها طبيعة جريئة غالباً ما تتسبب لها بالمتاعب. وهي قريبة من بيث أختها الأصغر، التي تحاول أن تساعدها على أن تصبح شخصاً ألطف. ترفض اقتراح الزواج من صديق العائلة لوري (بالرغم من العديد من الرسائل المرسلة إلى ألكوت ليتم ذلك في الجزء الثاني من الكتاب)، وبعدها تنتقل جو إلى مدينة نيويورك، وتلتقي في وقت لاحق بالبروفسور الألماني فريدريك بير ويتزوجان.

كتبت ألكوت في وقت لاحق: «جو ينبغي لها أن تظل الأدبية العانس، ولكن الكثير من السيدات الشابات المتحمسين كتبن لي رسائل صاخبة يطالبن فيها بأن تتزوج لوري، أو شخص ما، ولم أكن أجرؤ على الرفض والعناد»
- اليزابيث «بيث» مارش: في الثلاثة عشرة من عمرها، هادئة وتجيد العزف على البيانو تحب الدمى والقطط، مطيعة وخجولة بدرجة كبيرة، تفضل أن تكون ممّن يدرسون في منازلهم ويبتعدون عن الجمهور معظم الحالات. في بداية الكتاب، ألكوت تصفها باعتبارها فتاة جميلة ذو وجه شاب مستدير وشعر بني، مما يجعلها تبدو أصغر من سنواتها. وهي قريبة من جو، على الرغم من أن شخصياتهما مختلفة جدا. بيث تحب العمل الخيري وتساعد أمها في رعاية الأسر الفقيرة. عندما تذهب والدتهن لزيارة والدهن المريض في واشنطن، تصاب بيث بعدوى الحمى القرمزية من أصغر طفل في عائلة هاملز الألمانية الفقيرة. وعلى الرغم من بذل جو وميج قصارى جهدهما لتمريضها، إلا أن حالتها تسوء فتتضطران إلى استدعاء أمهن السيدة مارش حتى تتمكن من أن تقول لها وداعاً. ولكن فور وصول السيدة مارش، تنتهي الحمى وتتماثل بيث للشفاء ولكن المرض يتركها ضعيفة بشكل دائم. في الجزء الثاني من الكتاب، عندما تبدأ أخواتها في مغادرة منزلهن، يكون كل ما تريده هو أن تبقى في المنزل مع والديها. عندما تتدهور صحتها مرة أخرى بعد اصابتها بالسل، تهرع جو في العودة إلى المنزل لتكون ممرضة لها، وإن كان الوقت قد فات لإنقاذها وإبقاءها على الحياة. فأدى إلى وفاة بيث، وقالت انها تسمو على الخجل من خلال الانفتاح على جو وأثر وفاتها الروحي. يشير بعض النقاد إلى أن ألكوت استخدمت وفاة بيث كإشارة إلى صعوبة بقاء الشخصيات التقليدية في عالم متزايد الصناعية.
- ايمي كورتيس مارش: الأخت الصغرى في سن الثانية عشرة، عندما تبدأ القصة تصفها ألكوت بأنها فنانة موهوبة وفتاة شابة ذات شعر مجعد وعيون زرقاء وذات أنف مسطح؛ على ما يبدو أن ذلك بسبب أن جو قد اسقطتها عندما كانت طفلة. ايمي تنتبه بشدة إلى هذا الخلل، وفي الفصول الأولى تسعى إلى «علاج» هذا الخلل من خلال ارتداء مشابك الغسيل على أنفها حين تنام. هي تهتم بعائلتها، ولكنها أيضا «باردة، ومحفوظة الدنيوية». في كثير من الأحيان «تتدلل» لأنها الأصغر وتميل إلى اصطناع نوبات الغضب عندما لا تسير الأمور في طريقها. علاقتها مع جو على وجه الخصوص هي غالبا ما تكون متوترة بسبب إغاظتها من قبل جو، لا سيما عندما تحاول ايمي استخدام الكلمات الكبيرة، فتتلفظ بها خطأ أو لا تحسن استخدامها بشكل صحيح. وتصل الأمور بينها وبين جو إلى ذروتها عندما تمانع جو اصطحاب ايمي إلى المسرح مع لوري. فتقرر ايمي الانتقام من جو باحراق روايتها غير المكتملة بعد. وعندما تكتشف جو فعلتها، تثور قائلة لها: «أنا لن اغفر لك ! أبدا!» تحاول ايمي الاعتذار من جو إلا أنها ترفض. وفي اليوم التالي، يذهب لوري وجو للتزلج وتلحق ايمي بهم ولكنها لا تسمع لتحذير لوري من الجليد في وسط البحيرة وتسقط في بركة المياه الجليدية. هذة الصدمة تشعر جو بالذنب والحزن على ما بدر منها تجاه شقيقتها ونتيجة لذلك تصبحان اقرب لبعض. عندما مرضت بيث بالحمى القرمزية، ارسلت ايمي إلى العمة مارش حتى لا تصاب بالمرض. تصبح العمة مارش مولعة بها، وتختارها لاحقاً لتكون رفيقتها في أسفارها إلى أوروبا. على الرغم من أن ايمي تتمتع بالسفر، ولكنها بعد الاطلاع على أعمال فنانين مثل مايكل أنجلو ورافاييل، تقرر التخلي عن الفن، لأنها لا يمكن أبداً أن تكون جيدة بقدر ما تريد . خلال أسفارها، تلتقي بلوري، وبعد وقت قصير من وفاة بيث، يتزوجان. في وقت لاحق، ايمي تلد ابنتها اليزابيث (بيث) التي ترث جمال والدتها الطبيعي الكلاسيكي.
- مارغريت مارش: أم البنات ورب الأسرة بينما كان زوجها بعيداً. تشارك في الأعمال الخيرية ومحاولات لإرشاد الفتيات إلى الأخلاق وتشكيل شخصياتهن من خلال تجارب حياتهن. بعد الشجار الكبير بين جو وايمي تشير الأم إلى أن إيمي لديها شخصية متقلبة مثل جو، ولكنها تعلمت كيفية السيطرة عليها لتتجنب ايذاء نفسها وأحبائها.
- روبن «الاب» مارش: من الأثرياء سابقاً، حيث ساعد الأصدقاء اللذين لم يتمكنوا من سداد الديون، مما أدى إلى فقر الأسرة . هو رجل دين وبمثابة مرشد روحي.
- هانا البوري: الخادمة للأسرة مارش، وهي سيدة كبيرة في السن طيبة ومخلصة للأسرة.
- العمة جوزفين مارش: عمة السيد مارش، وهي أرملة غنية. تعيش وحدها في شقة وجو تعمل لديها. لا توافق على تصرفات الأسرة وضياع ثروتها من خلال العمل الخيري، كما أنها مشاكسة ولكنها لا تخلو من الرحمة.
- ثيودور «لوري» لورانس: ساحر، لعوب، الشاب الغني الذي يعيش في المنزل المجاور للأسرة مارش. هو غالباً ما يُساء فهمه من جانب جده بسبب محبة الجد المفرطة وخوفه على حفيده من أن يسير في خطى والده الذي كان شاباً حر الروح وهرب مع عازفة بيانو إيطالية، ولهذا تبرأ الجد منه. وعندما يتوفى الابن وزوجته يرسل لوري للعيش مع السيد لورانس، ولكن بعد أن ترفض جو الزواج من لوري، يسافر لوري إلى لندن وبينما هو في هناك يلتقي بإيمي التي تلد منه في وقت لاحق ابنتهما إليزابيث (بيث).
- السيد جيمس لورانس: الجار الثري وجد لوري. يعيش وحيداً في قصره، وغالباً ما يكون على خلاف مع حفيده. هو يحمي الأخوات مارش في حين غياب والدهن ووالدتهن كما لو كن بناته تماماً. فهو صديق قديم للسيد مارش، ومعجب بأعماله الخيرية. يطور صداقة خاصة مع بيث، التي تذكره بابنته «ميتا»، وفي نهاية المطاف يعطيها البيانو التي كانت تملكه إبنته ميتا لتعزف عليه.
- جون بروك: على الرغم من أنه معلم لوري، إلا أنه يقع في حب ميغ. وعندما يرحل لوري للكلية، يعمل من أجل السيد لورانس كمساعد ومرافق للسيدة مارش إلى واشنطن عندما يكون زوجها مريضاً. في وقت لاحق في الكتاب، العمة مارش تمانع زواج ميج وجون لأنها تعتقد أن بروك كان مهتماً فقط بميراث ميج، وتهدد ميج بحرمانها من الميراث . عندما تُعلم ميج جون بالخبر، يخبرها أنهما سيتحديان معاً العمة مارش (التي تبارك في نهاية المطاف هذا الزواج). ويتزوج من ميج بعد سنوات قليلة عندما تضع الحرب أوزارها، وتصبح في العشرين. مات جون من مرض لم يُكشف عن اسمه في نهاية رجال صغار.
- هاملز: عائلة ألمانية مهاجرة فقيرة منكوبة تتكون من الأم الأرملة وسبعة أطفال. تتولى الفتيات مساعدتهم في الغذاء والحطب والبطانيات وغيرها من وسائل الراحة. ثلاثة من الأطفال يموتون من الحمى القرمزية التي تصيب بيث أثناء محاولتها العناية بهم.
- كنجز: الأسرة الغنية التي توظف ميج كمربية.
- الغاردنير: أصدقاء ميج الأغنياء، كانت الأسرتان على قدم المساواة الاجتماعية قبل أن يفقد مارش أموالهم. والغاردنير عائلة طيبو القلب ولكنهم بغيضون نوعاً ما، يؤمنون بالزواج من أجل المال والمصالح . صديقة ميج سالي غاردينر في النهاية تتزوج صديقها نيد موفات، ولكنها تكون غير قادرة على إنجاب الأطفال، وتصبح غير سعيدة في زواجها الهش .
- السيدة كيرك: صديقة السيدة مارش والتي تدير منزلاً في نيويورك. كما أنها توظف جو كمربية لابنتيها كيتي وميني، لبعض الوقت.
- الأستاذ فريدريك «فريتز» بيير: من الفقراء والمهاجرين الألمان والذي كان أستاذاً معروفاً في برلين، ولكنه يعيش الآن في منزل السيدة كيرك. ينشئ صداقة هو وجو، ويشجعها لتصبح كاتبة جادة بدلاً من كتابة قصص قصيرة لصحف الاثارة الأسبوعية.

## سياق السيرة الذاتية
في حين أن عناصر الرواية تسير في  شكل مواز لسيرة حياة لويزا ماي ألكوت ، فإن هناك بعض الاختلافات الرئيسية التي تشمل :
- على عكس جو، لويزا لم تتزوج قط . ومع ذلك، كانت هنالك تكهنات بأنها على علاقة برالف والدو إمرسون الذي كان مشابهاً لشخصية فريدريك . حيث عملت لويزا كمربية أطفال، وايمرسون كان زميلاً لبرونسون ألكوت.
- على عكس والد جو الذي شغل منصب قسيس في جيش الاتحاد، كان والد لويزا من دعاة السلام. بينما كانت هي نفسها من شغل منصب ممرضة للجنود الجرحى.

## أبرز التعديلات

### المسرح
اقتباس ماريان دي غابة عن قصة لويزا ماي ألكوت، افتتحت في؛مسرح برودواي في 14 أكتوبر، ومثلت في أربعة فصول 1912.

### الأدب
في عام 2005، نشرت جيرالدين بروكس مارش، رواية استكشاف الثغرات في  نساء صغيرات، وتحكي قصة السيد مارش خلال الحرب الأهلية. وقد فازت الرواية بجائزة بوليتزر للروائي.

### السينما
شهدت نساء صغيرات العديد من التعديلات السينمائية. وأحد هذه التعديلات كان أول فيلم عام 1918 هارلي من بطولة دوروثي برنارد، وكيت ليستر وكونراد ناجل. وكانت واحدة من الأكثر شهرة (نسخة 1933) من بطولة كاثرين هيبورن في دور جو وربيع. وأعقب ذلك إصدار 1949 الذي جسدت فيه اليزابيث تايلور (إيمي)، وجون أليسون (جو)، وجانيت لي (ميغ)، ومارغريت اوبراين (بيث) وبيتر لوفورد (لوري)، وجيم أوبري سميث (السيد لورانس). وفي مسلسل لسنة 1978 حصدت ميريديث باكستر (ميغ)، وسوزان داي (جو)، وإيف بلومب (بيث)، كما (فريدريك) وليام شتلر، وغرير غارسون (العمة مارش)، وروبرت يونغ (الجد جيمس لورانس). وفي عام 1994 لعب بطولته سوزان ساراندون ووينونا رايدر في جو وكيرستين دانست كإيمي الأصغر سناً، وسامانثا ماثيس كما إيمي الأكبر سناً، وكريستيان بيل، كلير دينس (بيث) وتريني الفارادو (ميغ). الإصدارات الأخرى كأفلام عن الرواية صدرت عام 1917، 1918، 1946، 1948، 1950، 1958، 1970، 1979، و 2001.

### الأوبرا والموسيقي
وقد شهدت الرواية عدداً من التكيفات الموسيقية. في عام 1998 تم تكييف هذا الكتاب بمثابة اوبرا من قبل المؤلف الموسيقي مارك أدامو، وفي 23 يناير، 2005، كان تكيف برودواي الموسيقي الذي حمل الاسم نفسه وتم افتتاحه في مسرح ولاية فرجينيا في مدينة نيويورك، فكانت الموسيقى بواسطة جايسون هاولاند، ومن كلمات Mindi Dickstein. وتألقت الموسيقية ساتون فوستر في جو مارش كما مغنية البوب مورين ماكغفرن في دور الأم.

### الأنمي
نظرا للشعبية القوية لنساء صغيرات في اليابان، ترجمت القصة إلى أنيمي في أربع مناسبات على الأقل، والمشار إليه في عدة دول أخرى. وكان أول أنمي نساء صغيرات بمثابة حلقة من المسلسل التلفزيوني مانغا سيكاي وبثت في أكتوبر 1977.

#### إشارات إلى القصة
وهناك عدد من الأنيمي الأخرى من سلسلة مانغا تتضمن إشارات إلى نساء صغيرات، بما في ذلك ذكر التخرج حيث الشخصيات الرئيسية (الذين هم من الذكور)، واضطروا للعب الأدوار القيادية في مسرحية «نساء صغيرات»، لحفل المدرسة، زجاج لا كامين وشارك فيه الإنتاج العالمي نساء صغيرات حيث بطلة الرواية، مايا تلعب دور بيث.
وتجدر الإشارة إلى أنه في إصدار لعبة نينتندو ذا ليجند أوف زيلدا: أوكرينا أوف تايم باللغة الإنجليزية، يجب على اللاعب حل الألغاز التي تستضيفها أربعة أشباح من أسماء ايمي، بيث، جويل وميغ في معبد الغابة لكي يتمكن التقدم خلال اللعبة . الأشباح تظهر مرة أخرى لفترة وجيزة في المباراة، ذا ليجند أوف زيلدا: ماجوراز ماسك. في هذه اللعبة، تم تصحيح اسم «جويل» إلى «جو»، حيث أن الاسم الكامل لجو هو جوزفين وليس جويل .

## وصلات خارجية
- نساء صغيرات على موقع الموسوعة البريطانية (الإنجليزية)
- كتاب مجاني: Little Women على مشروع غوتنبرغ
- خطط الدرس ة في ويب مدرسا للغة الإنجليزية